# Мудау
Мудау (нем. Mudau) — община в Германии, в земле Баден-Вюртемберг. 
Подчиняется административному округу Карлсруэ. Входит в состав района Неккар-Оденвальд.  Население составляет 4943 человека (на 31 декабря 2010 года). Занимает площадь 107,55 км².
Подразделяется на 9 сельских округов.

## Достопримечательности
- Фрагменты оборонительных сооружений Неккар-Оденвальдского лимеса (часть Верхнегерманско-Ретийского лимеса) в Шлоссау и Шайденталь
- Капелла св. Вита и св. Мартина в Штайнбахе (XV в.)
- Старая ратуша
- Замок Вальдляйнинген
- Католическая приходская церковь св. Панкратия
- Барочная скульптура Девы Марии
- Лобное место - тройная виселица

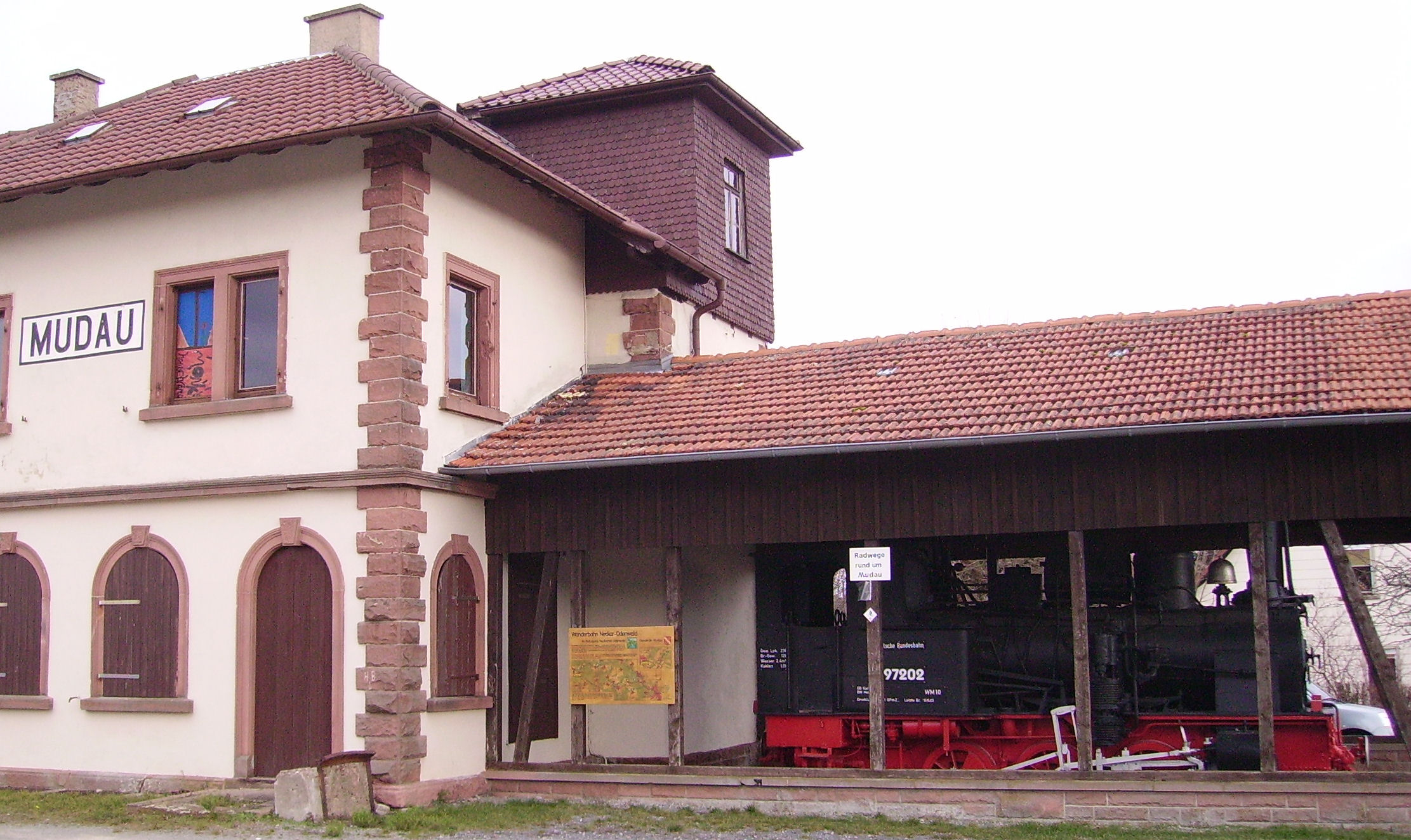
Старый вокзал
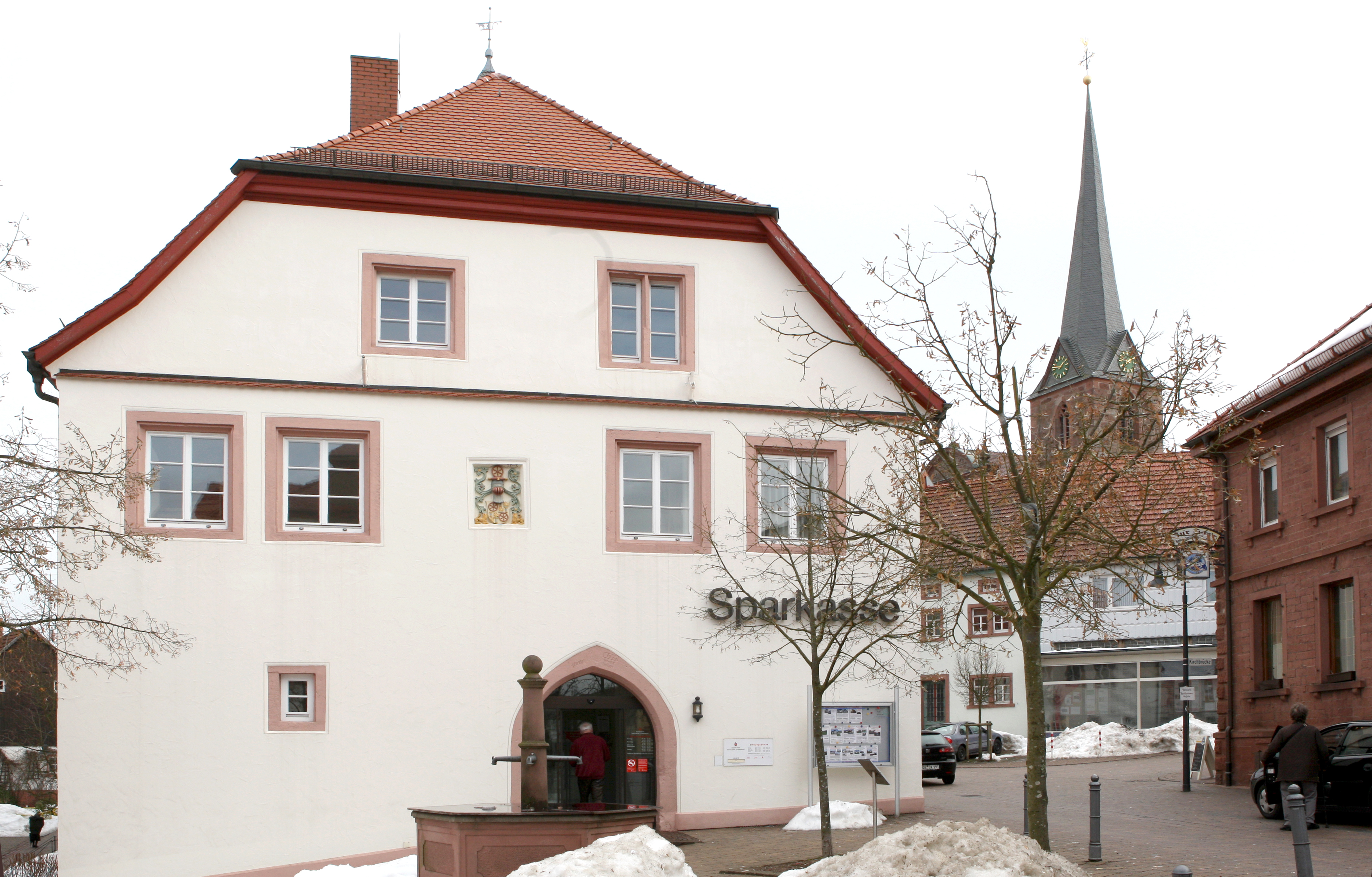
Старая ратуша
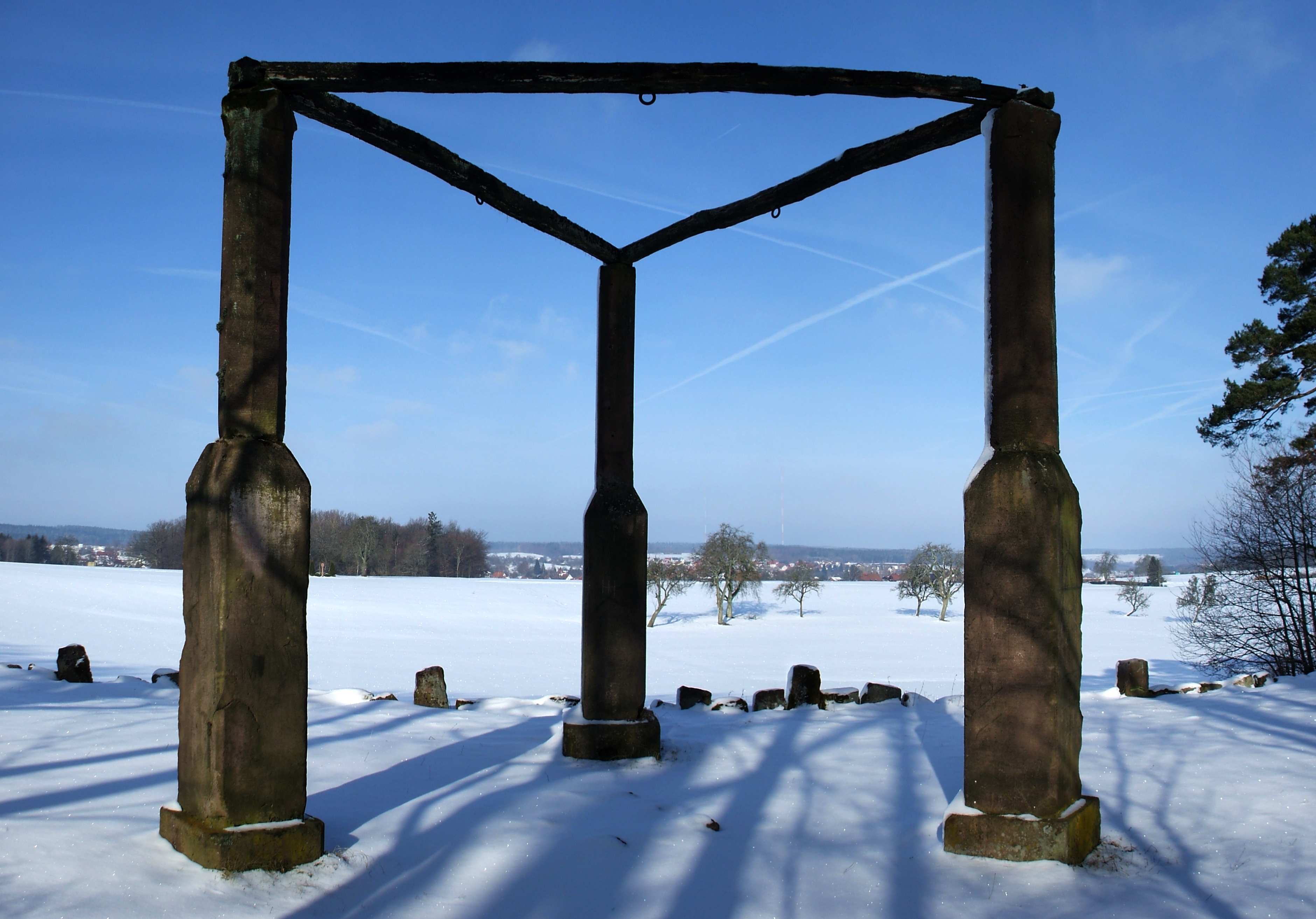
Виселицы Мудау
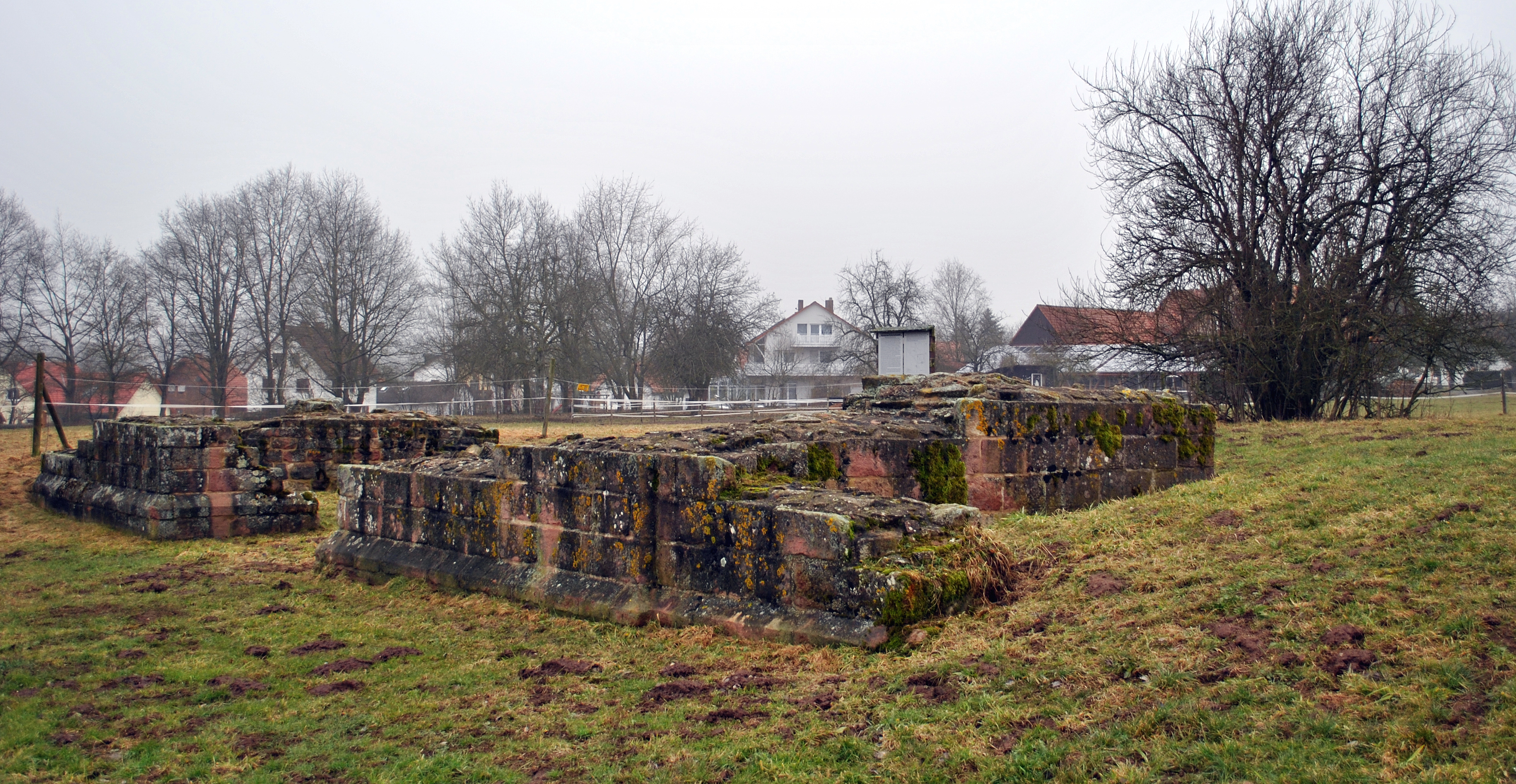
Фундаменты римского военного лагеря в Обершайденталь
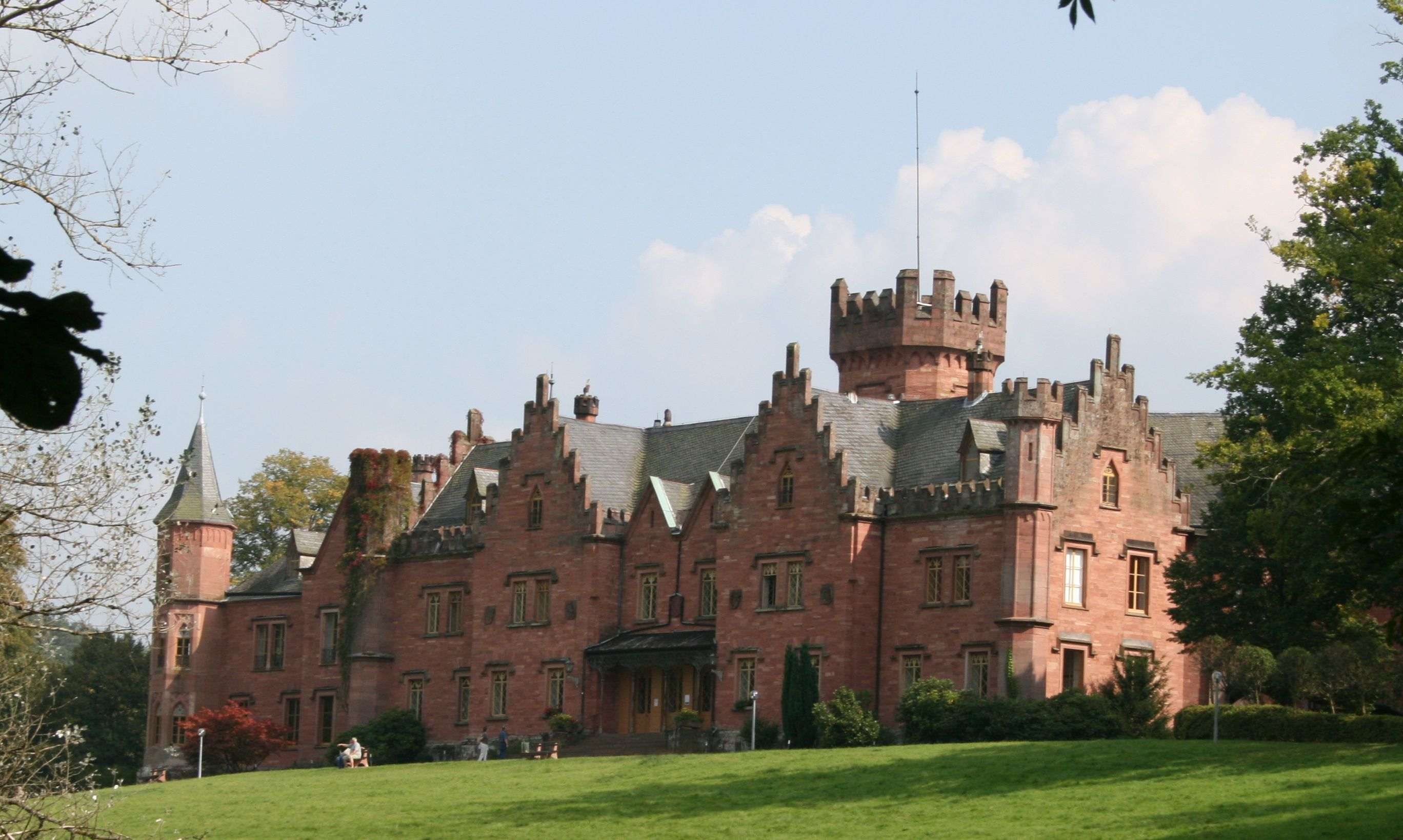
Замок Вальдляйнинген